# Cliff Richey
George Clifford „Cliff“ Richey (* 31. Dezember 1946 in San Angelo, Texas) ist ein ehemaliger US-amerikanischer Tennisspieler.

## Karriere
Cliff Richey trat erstmals 1963 bei einem Grand-Slam-Turnier an. Bei den U.S. National Championships, den späteren US Open erreichte er die zweite Runde, wo er gegen Roy Emerson ausschied. Im folgenden Jahr zog er ins Achtelfinale ein, unterlag dort jedoch Rafael Osuna.
Den einzigen Auftritt bei den Australian Open hatte Richey 1967. Hier spielte er sich bis ins Viertelfinale vor, wo er von Tony Roche geschlagen wurde. In der Open Era erreichte Richey bei den French Open 1970 das Halbfinale, nachdem er den topgesetzten Ilie Năstase besiegt hatte. Im Halbfinale unterlag er Željko Franulović nach fünf umkämpften Sätzen. Auch bei den US Open desselben Jahres erreichte er die Vorschlussrunde, verlor jedoch erneut gegen Tony Roche. Sein bestes Ergebnis in Wimbledon Championships erzielte Richey 1971, als er das Viertelfinale erreichte, dort jedoch an Ken Rosewall scheiterte. Bei den US Open 1972 zog er zum dritten Mal in seiner Karriere ins Halbfinale eines Grand-Slam-Turniers ein, musste sich jedoch Arthur Ashe geschlagen geben.
1970 führte Richey die US-amerikanische Tennisrangliste an. Vor der Einführung der Tennisweltrangliste wurde er im selben Jahr als Nummer 6 der Welt gelistet. Die ATP verzeichnet sein Karrierehoch mit Rang 16 im Jahr 1973.
Während seiner Karriere gewann Richey insgesamt 16 Einzeltitel und einen Doppeltitel. Im Doppel erreichte er mit Rang 95 seine höchste Platzierung.
Für die Davis-Cup-Mannschaft der Vereinigten Staaten trat Richey in den Jahren 1966, 1967 und 1970 an. In den Einzelbegegnungen sicherte er sich sieben Siege aus zehn Matches. Der Höhepunkt seiner Davis-Cup-Karriere war der Titelgewinn 1970.
Sein letztes Turnier bestritt Richey 1979.

## Privates
Cliff Richey stammt aus einer Tennisspielerfamilie. Seine Eltern, George und Betty Richey, waren Tennistrainer und förderten ihn sowie seine Schwester Nancy Richey, die ebenfalls eine erfolgreiche Tenniskarriere vorweisen kann. Nancy gewann zwei Grand-Slam-Titel im Einzel und vier im Doppel.
Ab den frühen 1970er-Jahren litt Richey unter Depressionen, die jedoch erst in den 1990er-Jahren diagnostiziert wurden. Gemeinsam mit seiner ältesten Tochter, Hilaire Richey Kallendorf, schrieb er 2010 seine Autobiografie über die Erfahrungen mit der Krankheit.

## Erfolge
| Legende         |
| Grand Slam      |
| Grand Prix (24) |

| ATP-Titel nach Belag |
| Hartplatz (7)        |
| Sand (11)            |
| Rasen (0)            |
| Teppich (6)          |

### Einzel

#### Turniersiege
| Nr. | Datum              | Turnier          | Belag         | Finalgegner       | Ergebnis                |
| --- | ------------------ | ---------------- | ------------- | ----------------- | ----------------------- |
| 1.  | 18. Februar 1968   | Salisbury        | Hartplatz (i) | Clark Graebner    | 6:4, 6:4, 6:4           |
| 2.  | 21. April 1968     | Houston          | Sand          | Boro Jovanović    | 6:4, 6:1, 6:0           |
| 3.  | 29. Dezember 1968  | New Orleans (1)  | Teppich (i)   | Ron Holmberg      | 6:4, 6:4, 4:6, 8:6      |
| 4.  | 30. Januar 1969    | Omaha            | Hartplatz (i) | Joaquín Loyo Mayo | 6:4, 6:2                |
| 5.  | 2. März 1969       | Curaçao          | Hartplatz     | Mark Cox          | 6:4, 6:3, 6:3           |
| 6.  | 21. Juli 1969      | Cincinnati       | Sand          | Allan Stone       | 6:1, 6:2                |
| 7.  | 10. August 1969    | Toronto          | Sand          | Earl Buchholz     | 6:4, 5:7, 6:4, 6:0      |
| 8.  | 17. August 1969    | Haverford        | Sand          | Bob Carmichael    | 6:4, 7:9, 6:2, 6:4      |
| 9.  | 28. Dezember 1969  | New Orleans (2)  | Teppich (i)   | Jim Osborne       | 6:4, 6:4, 6:2           |
| 10. | 1. März 1970       | Macon            | Teppich (i)   | Arthur Ashe       | 3:6, 6:3, 8:6           |
| 11. | 19. April 1970     | Charlotte        | Sand          | Bob Carmichael    | 6:4, 6:4                |
| 12. | 19. Juli 1970      | Washington       | Sand          | Arthur Ashe       | 7:5, 6:1, 6:2           |
| 13. | 2. August 1970     | Indianapolis     | Sand          | Stan Smith        | 6:2, 10:8, 3:6, 6:1     |
| 14. | 24. Januar 1971    | Fort Lauderdale  | Sand          | Pat Cramer        | 6:7, 6:7, 6:3, 6:4, 6:2 |
| 15. | 10. April 1971     | Des Moines       | Teppich (i)   | Vladimír Zedník   | 6:1, 6:3                |
| 16. | 25. April 1971     | Houston          | Sand          | Clark Graebner    | 6:1, 6:2, 6:2           |
| 17. | 2. Mai 1971        | Kansas City      | Hartplatz     | Alex Olmedo       | 7:5, 5:7, 6:2           |
| 18. | 22. Januar 1972    | London           | Teppich (i)   | Clark Graebner    | 7:5, 6:7, 7:5, 6:0      |
| 19. | 8. April 1972      | Johannesburg (1) | Hartplatz     | Manuel Orantes    | 6:4, 7:5, 3:6, 6:4      |
| 20. | 9. Juli 1972       | Bretton Woods    | Sand          | Jeff Borowiak     | 6:1, 6:0                |
| 21. | 20. Januar 1974    | Lakeway          | Hartplatz     | John Alexander    | 7:6, 6:1                |
| 22. | 19. September 1976 | Bermuda          | Sand          | Gene Mayer        | 7:6, 6:2                |
| 23. | 10. April 1978     | Johannesburg (2) | Hartplatz     | Colin Dowdeswell  | 6:2, 6:4                |

#### Finalteilnahmen
| Nr. | Datum              | Turnier          | Belag         | Finalgegner       | Ergebnis                |
| --- | ------------------ | ---------------- | ------------- | ----------------- | ----------------------- |
| 1.  | 17. März 1968      | Caracas          | Hartplatz     | Marty Riessen     | 1:6, 6:8, 1:6           |
| 2.  | 14. Juli 1968      | Indianapolis (1) | Sand          | Jaime Fillol      | 1:6, 5:7, 2:6           |
| 3.  | 28. September 1969 | Los Angeles      | Hartplatz     | Pancho Gonzales   | 0:6, 5:7                |
| 4.  | 28. September 1969 | Berkeley (1)     | Hartplatz     | Stan Smith        | 2:6, 2:6                |
| 5.  | 22. Februar 1970   | Salisbury (1)    | Hartplatz (i) | Ilie Năstase      | 8:6, 6:3, 4:6, 7:9, 0:6 |
| 6.  | 5. April 1970      | San Juan (1)     | Hartplatz     | Arthur Ashe       | 4:6, 3:6, 6:1, 3:6      |
| 7.  | 26. April 1970     | Houston          | Sand          | Clark Graebner    | 6:2, 3:6, 7:5, 3:6, 2:6 |
| 8.  | 26. Juli 1970      | Cincinnati       | Sand          | Ken Rosewall      | 9:7, 7:9, 6:8           |
| 9.  | 4. Oktober 1970    | Berkeley(2)      | Hartplatz     | Arthur Ashe       | 4:6, 2:6, 4:6           |
| 10. | 21. November 1970  | Wembley          | Teppich (i)   | Rod Laver         | 3:6, 4:6, 4:6           |
| 11. | 31. Januar 1971    | Omaha            | Teppich (i)   | Ilie Năstase      | 4:6, 3:6, 1:6           |
| 12. | 21. Februar 1971   | Salisbury (2)    | Teppich (i)   | Clark Graebner    | 6:2, 6:7, 6:1, 6:7, 0:6 |
| 13. | 4. April 1971      | San Juan (2)     | Hartplatz     | Stan Smith        | 3:6, 3:6                |
| 14. | 15. August 1971    | Indianapolis (2) | Sand          | Željko Franulović | 3:6, 4:6, 6:0, 3:6      |
| 15. | 23. April 1972     | Charlotte        | Sand          | Ken Rosewall      | 6:2, 2:6, 2:6           |
| 16. | 8. April 1973      | München          | Teppich (i)   | Stan Smith        | 1:6, 5:7                |
| 17. | 20. Oktober 1974   | Sydney Indoor    | Hartplatz (i) | John Newcombe     | 4:6, 3:6, 4:6           |
| 18. | 8. Februar 1976    | Boca Raton       | Sand          | Butch Walts       | 6:3, 4:6, 4:6           |

### Doppel

#### Turniersiege
| Nr. | Datum         | Turnier    | Belag       | Doppelpartner | Finalgegner                | Ergebnis |
| --- | ------------- | ---------- | ----------- | ------------- | -------------------------- | -------- |
| 1.  | 12. März 1972 | Washington | Teppich (i) | Tom Edlefsen  | Clark Graebner Thomaz Koch | 6:4, 6:3 |

#### Finalteilnahmen
| Nr. | Datum           | Turnier       | Belag       | Doppelpartner  | Finalgegner                | Ergebnis      |
| --- | --------------- | ------------- | ----------- | -------------- | -------------------------- | ------------- |
| 1.  | 9. Juli 1972    | Bretton Woods | Sand        | Nikola Pilić   | John Alexander Fred Stolle | 6:7, 6:7      |
| 2.  | 8. April 1973   | München       | Teppich (i) | Cliff Drysdale | Nikola Pilić Allan Stone   | 5:7, 7:5, 4:6 |
| 3.  | 25. Januar 1976 | Baltimore     | Teppich (i) | Ilie Năstase   | Bob Hewitt Frew McMillan   | 6:3, 6:7, 4:6 |

## Veröffentlichungen
- Cliff Richey & Hilaire Richey Kallendorf: Acing Depression: A Tennis Champion’s Toughest Match. New Chapter Press,U.S.; Illustrated Edition, 2010, ISBN 978-0-942257-66-3.